# Hubert Cazin
Pour les articles homonymes, voir Cazin.
Hubert-Martin Cazin, né le 22 mai 1724 à Reims et tué le 13 vendémiaire an IV, est un libraire et un éditeur français.

## Biographie
Fils d’un libraire de Reims, syndic de la communauté de marchands libraires et imprimeurs de la ville, Cazin reprend le commerce de son père. Proposant des livres prohibés fournis par les frères Cramer de Genève, il est, pour la première fois, démis de ses fonctions de marchand libraire en 1754. Ayant facilement retrouvé sa charge grâce au procureur ducal Nicolas Gerbault, il est condamné, en 1764, à une amende de 3 000 livres et encore destitué à la suite d’une perquisition ayant découvert des livres interdits. Trois ans plus tard, après avoir retrouvé son poste, il continue son trafic lucratif de livres interdits jusqu’en 1776, où est arrêté et emprisonné à la Bastille. En 1777, il reprend ses activités en investissant plus de 60 000 livres dans la recherche de nouveaux fournisseurs et la corruption des différentes autorités de contrôle.
Toujours à Reims, il s’installe place Royale, en 1773, et devient syndic adjoint (1773-1779). En 1784, il vient s’installer à Paris, où il occupe plusieurs adresses : cul-de-sac Saint-Honoré, rue des Maçons-Sorbonne, rue des Noyers, enfin rue Pavée-Saint-André-des-Arts et rue Pavée (1793). 
Les éditions Cazin étaient très réputées pour leur qualité, mais aussi pour leur caractère licencieux qui valut à l’éditeur la saisie des livres, une amende et deux séjours à la Bastille. Il a publié une collection d’auteurs français dans le format petit in-12 ou in-18, format qui a gardé son nom.
Le jour de l’insurrection royaliste du 13 vendémiaire an IV, il se trouvait dans un café de la rue Dauphine, lorsqu’un éclat de la mitraille tirée par un canon de la garde commandée par Bonaparte pour réprimer la tentative de coup d’État monarchique, l’atteignit à l’estomac. Il mourut après deux jours d’agonie.

## Publications

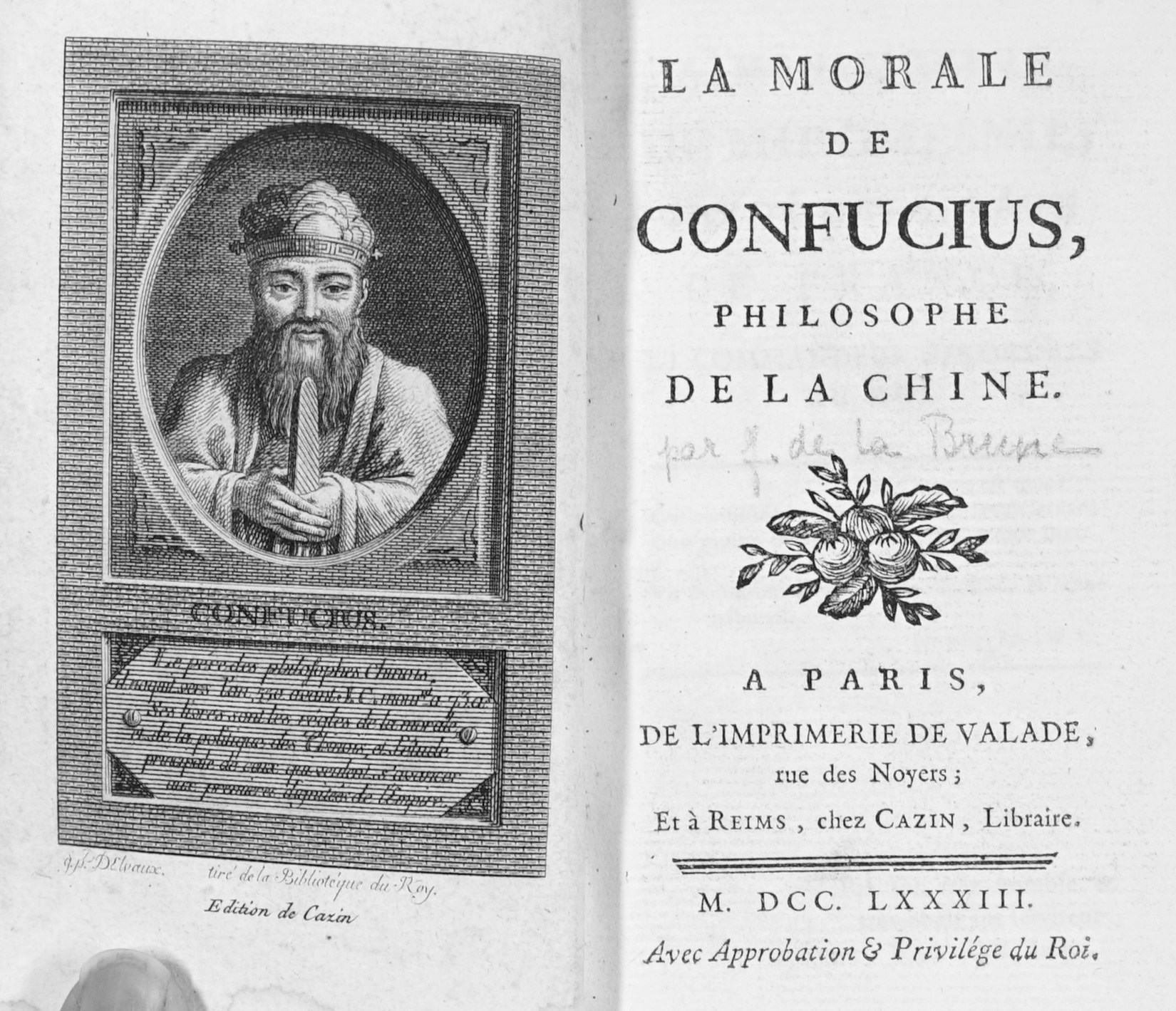
Morale de Confucius... avec Valade,
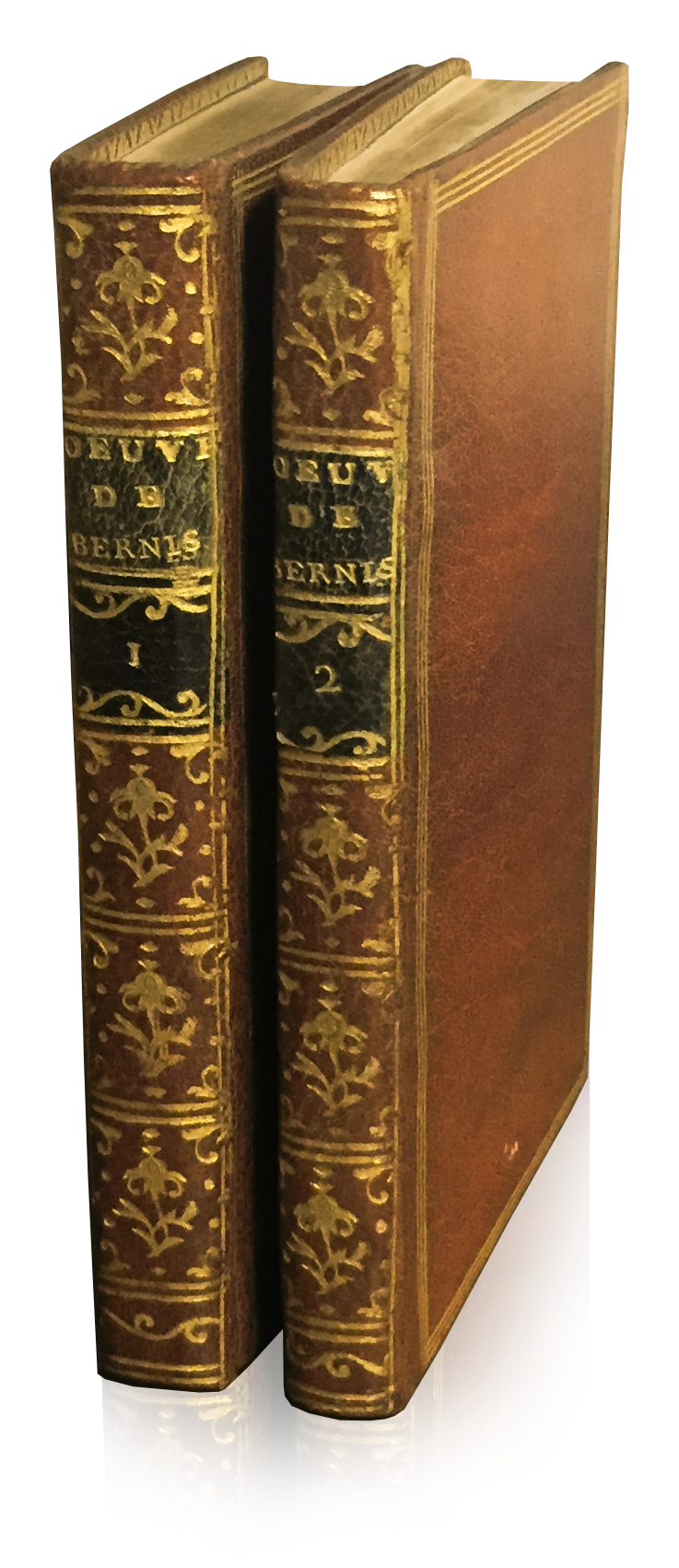
dos avec gravure typique,
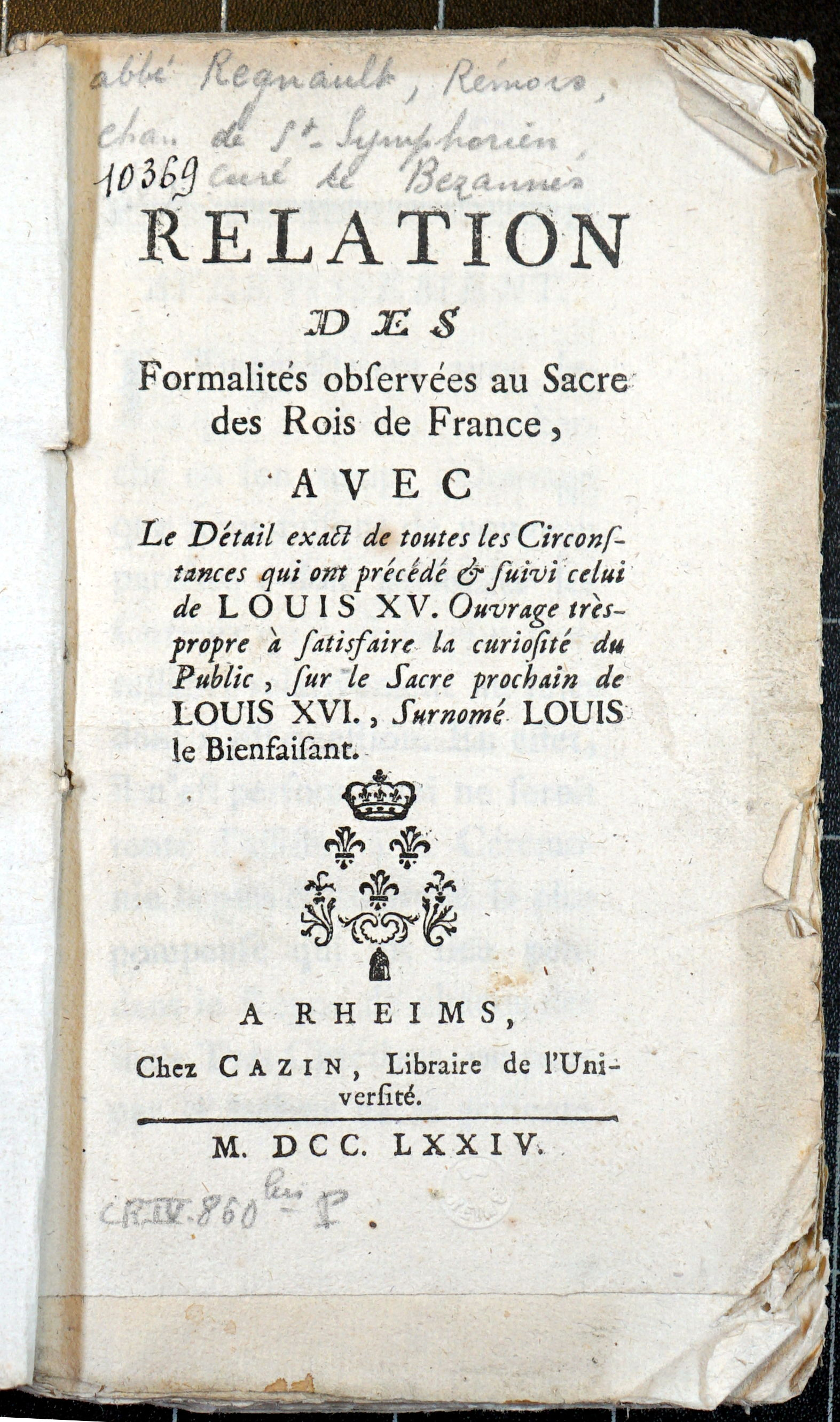
Relation des formalités...Rois de France....